# Козьмодемьянская волость (Кромский уезд)
Козьмодемьянская волость — административно-территориальная единица в составе Кромского уезда Орловской губернии Российской Империи, образованная после 1864 года. На 1890 год административный волостной центр — с. Короськово (Козмодемьянское)

## Состав волости
- Вендерево (Воскресенское)
- Козьмодемьянское (Караськово, Кароськово, Короськово) — волостной центр
- Макеева (Макеево)
- Семенково (Сименкова)
- Сухо-Знаменское (Червяк)